# Gmina związkowa Ulmen
Gmina związkowa Ulmen (niem. Verbandsgemeinde Ulmen) – gmina związkowa w Niemczech, w kraju związkowym Nadrenia-Palatynat, w powiecie Cochem-Zell. Siedziba gminy związkowej znajduje się w mieście Ulmen.

## Podział administracyjny
Gmina związkowa zrzesza 16 gmin, w tym jedną gminę miejską (Stadt) oraz 15 gmin wiejskich:
1. Alflen
2. Auderath
3. Bad Bertrich
4. Beuren
5. Büchel
6. Filz
7. Gevenich
8. Gillenbeuren
9. Kliding
10. Lutzerath
11. Schmitt
12. Ulmen
13. Urschmitt
14. Wagenhausen
15. Weiler
16. Wollmerath